# Ороктой
Ороктой (рос. Ороктой) — село Чемальського району, Республіка Алтай Росії. Входить до складу Куюського сільського поселення.
Населення — 201 особа (2015 рік).